# Örey, Hayrabolu
Örey là một xã thuộc huyện Hayrabolu, tỉnh Tekirdağ, Thổ Nhĩ Kỳ. Dân số thời điểm năm 2011 là 136 người.